# Pałac w Małej Komorzy
Pałac w Małej Komorzy – zabytkowy pałac we wsi Mała Komorza.
Obiekt wybudowany w połowie XIX w. przez Nepomucena Janta Połczyńskiego herbu Bończa III. Pod koniec XIX w. właścicielem pałacu był Adam Janta Połczyński, który wraz z żoną Heleną w 1896 przeprowadzili się tutaj z Wysokiej. Następnie posiadaczem był syn Adama, Stanisław. W 1998 Tomasz i Artur Janta Połczyńscy (syn i wnuk Stanisława) odkupili pałac i park od Agencji  Własności Rolnej Skarbu Państwa. Zabytek przebudowany w latach 1935, 1972-1973 jest częścią zespołu pałacowego z połowy XIX w., przebudowanego pod koniec XIX w., w skład którego wchodzi jeszcze park. We frontonie znajduje się herb Bończa III.

Herb Bończa III